# Белгија на Светском првенству у атлетици у дворани 2024.
Белгија је на 19. Светском првенству у атлетици у дворани 2024. одржаном у Глазгову од 1. до 3. марта учествовала деветнаести пут, односно, учествовала је на свим првенствима до данас. Репрезентацију Белгије представљало је 23 такмичара (13 мушкарца и 10 жена) који су се такмичили у 14 дисциплине (9 мушких и 5 женских).,
На овом првенству Белгија је по броју освојених медаља заузела 2. место са 4 медаље (3 златне и 1 бронзана).
У табели успешности према броју и пласману такмичара који су учествовали у финалним такмичењима (првих 8 такмичара) Белгија је са 10 учесника у финалу заузела 5. место са 45 бодова.
| Плас. | Земља   | 1. место | 2. место | 3. место | 4. место | 5. место | 6. место | 7. место | 8. место | Бр. финал. | Бод. |
| ----- | ------- | -------- | -------- | -------- | -------- | -------- | -------- | -------- | -------- | ---------- | ---- |
| 5.    | Белгија | 3        | 0        | 1        | 1        | 0        | 2        | 1        | 2        | 10         | 45   |

## Учесници
| Мушкарци: - Александар Дом — 400 м, 4 х 400 м - Елиот Крестан — 800 м - Тибо Де Смет — 800 м, 4 х 400 м - Томас Ванопен — 1.500 м - Џон Хејманс — 3.000 м - Мајкл Обасуји — 60 м препоне - Елие Бакари — 60 м препоне - Жонатан Сакор — 4 х 400 м - Дилан Борле — 4 х 400 м - Кристијан Игуасел — 4 х 400 м - Томас Кармои — Скок увис - Бен Брудерс — Скок мотком - Jente Hauttekeete — Седмобој | Жене: - Рани Росиус — 60 м - Делфина Нканса — 60 м - Елиз Вандерелст — 1.500 м - Јанла Нђип-Њемек — 60 м препоне - Наоми Ван Ден Брук — 4 х 400 м - Хелена Понет — 4 х 400 м - Камил Лаус — 4 х 400 м - Синтија Болинго — 4 х 400 м - Имке Вервает — 4 х 400 м - Нор Видтс — Петобој |

## Освајачи медаља (4)

### Злато (3)
- Александар Дом — 400 м
- Жонатан Сакор, Дилан Борле 
 Кристијан Игуасел, Александар Дом — 4 х 400 м
- Нор Видтс — Петобој

### Бронза (1)
- Елиот Крестан — 800 м

## Резултати

### Мушкарци
| Атлетичар         | Дисциплина   | Лични рекорд | Квалификације   | Квалификације | Полуфинале            | Полуфинале | Финале                | Финале       | Детаљи |
| Атлетичар         | Дисциплина   | Лични рекорд | Резултат        | Место         | Резултат              | Место      | Резултат              | Место        | Детаљи |
| ----------------- | ------------ | ------------ | --------------- | ------------- | --------------------- | ---------- | --------------------- | ------------ | ------ |
| Александар Дом    | 400 м        | 45,89        | 46,11 КВ        | 1. у гр. 4    | 45,69 КВ, ЛР          | 1. у гр. 1 | 45,25 НР, ЛР          |              |        |
| Елиот Крестан     | 800 м        | 1:45,10      | 1:46,79 КВ      | 1. у гр. 3    | 1:45,08(.076) КВ, ЛР  | 2. у гр. 2 | 1:45,32               |              |        |
| Тибо Де Смет      | 800 м        | 1:45,04 НР   | 1:46,34 кв, ЛРС | 2. у гр. 4    | 1:48,47               | 6. у гр. 1 | Нису се квалификовали | 11 / 27      |        |
| Томас Ванопен     | 1.500 м      | 3:38,72      | 3:39,47         | 6. у гр. 4    |                       |            | Нису се квалификовали | 24 / 28 (29) |        |
| Џон Хејманс       | 3.000 м      | 7:41,59      |                 |               |                       |            | 7:48,18               | 8 / 12       |        |
| Мајкл Обасуји     | 60 м препоне | 7,63         | 7,66(.654) КВ   | 3. у гр. 6    | 7,54(.534) КВ, НР, ЛР | 2. у гр. 1 | 7,55                  | 7 / 40 (42)  |        |
| Елие Бакари       | 60 м препоне | 7,61         | 7,69 кв         | 5. у гр. 2    | 7,58 ЛР               | 3. у гр. 2 | Није се квалификовао  | 10 / 44 (46) |        |
| Жонатан Сакор     | 4 х 400 м    | 3:02,51 НР   | 3:06,27 КВ, НРС | 2. у гр. 1    |                       |            | 3:02,54 СРС           |              |        |
| Дилан Борле       | 4 х 400 м    | 3:02,51 НР   | 3:06,27 КВ, НРС | 2. у гр. 1    |                       |            | 3:02,54 СРС           |              |        |
| Кристијан Игуасел | 4 х 400 м    | 3:02,51 НР   | 3:06,27 КВ, НРС | 2. у гр. 1    |                       |            | 3:02,54 СРС           |              |        |
| Александар Дом    | 4 х 400 м    | 3:02,51 НР   | 3:06,27 КВ, НРС | 2. у гр. 1    |                       |            | 3:02,54 СРС           |              |        |
| Тибо Де Смет*     | 4 х 400 м    | 3:02,51 НР   | 3:06,27 КВ, НРС | 2. у гр. 1    |                       |            | 3:02,54 СРС           |              |        |
| Томас Кармои      | Скок увис    | 2,29         |                 |               |                       |            | 2,15                  | 11 / 12      |        |
| Бен Брудерс       | Скок мотком  | 5,85 НР      | 5,65            | 6 / 10 (11)   |                       |            |                       |              |        |

- Такмичар у штафети који је обележен звездицом трчао је у квалификацијама.

#### Седмобој
| Дисциплина   | Jente Hauttekeete | Jente Hauttekeete | Jente Hauttekeete | Jente Hauttekeete | Jente Hauttekeete | Jente Hauttekeete |
| Дисциплина   | Лич. рек.         | Рез.              | Бод.              | Плас.             | Укупно            | Плас.             |
| ------------ | ----------------- | ----------------- | ----------------- | ----------------- | ----------------- | ----------------- |
| 60 м         | 7,01              | 7,06(.053)        | 861               | 8.                | 861               | 8.                |
| Скок удаљ    | 7,47              | 7,22              | 866               | 9.                | 1.727             | 9.                |
| Бацање кугле | 15,16             | 14,48 ЛРС         | 758               | 7.                | 2.485             | 9.                |
| Скок увис    | 2,12              | 2,01              | 813               | 3.                | 3.298             | 9.                |
| 60 м препоне | 7,97              | 8,09              | 959               | 6.                | 4.257             | 10.               |
| Скок мотком  | 5,01              | 5,00              | 910               | 5.                | 5.167             | 9.                |
| 1.000 м      | 2:41,63           | 2:49,29           | 773               | 4.                | 5.940             | 8.                |
| Укупно       | 6.131             |                   |                   |                   | 5.940             | 8 / 8 (11)        |

### Жене
| Атлетичарка        | Дисциплина   | Лични рекорд | Квалификације      | Квалификације      | Полуфинале            | Полуфинале            | Финале                | Финале                | Детаљи |
| Атлетичарка        | Дисциплина   | Лични рекорд | Резултат           | Место              | Резултат              | Место                 | Резултат              | Место                 | Детаљи |
| ------------------ | ------------ | ------------ | ------------------ | ------------------ | --------------------- | --------------------- | --------------------- | --------------------- | ------ |
| Рани Росиус        | 60 м         | 7,15         | 7,12(.117) КВ, ЛР  | 1. у гр. 4         | 7,12 КВ, =ЛР          | 2. у гр. 1            | 7,14                  | 6 / 53                |        |
| Делфина Нканса     | 60 м         | 7,18         | 7,22(.215) КВ      | 3. у гр. 6         | 7,21(.207)            | 6. у гр. 3            | Нису се квалификовале | 15 / 53               |        |
| Елиз Вандерелст    | 1.500 м      | 4:05,71 НР   | 4:10,15            | 5. у гр. 2         |                       |                       | Нису се квалификовале | 8 / 27 (28)           |        |
| Јанла Нђип-Њемек   | 60 м препоне | 8,01         | Није завршила трку | Није завршила трку | Није се квалификовала | Није се квалификовала | Није се квалификовала | Није се квалификовала |        |
| Наоми Ван Ден Брук | 4 х 400 м    | 3:30,58 НР   | 3:28,07 кв, НР     | 3. у гр. 1         |                       |                       | 3:28,05               | 4 / 9                 |        |
| Хелена Понет       | 4 х 400 м    | 3:30,58 НР   | 3:28,07 кв, НР     | 3. у гр. 1         |                       |                       | 3:28,05               | 4 / 9                 |        |
| Камил Лаус         | 4 х 400 м    | 3:30,58 НР   | 3:28,07 кв, НР     | 3. у гр. 1         |                       |                       | 3:28,05               | 4 / 9                 |        |
| Синтија Болинго    | 4 х 400 м    | 3:30,58 НР   | 3:28,07 кв, НР     | 3. у гр. 1         |                       |                       | 3:28,05               | 4 / 9                 |        |
| Имке Вервает       | 4 х 400 м    | 3:30,58 НР   | 3:28,07 кв, НР     | 3. у гр. 1         |                       |                       | 3:28,05               | 4 / 9                 |        |

#### Петобој
| Дисциплина   | Нор Видтс | Нор Видтс   | Нор Видтс | Нор Видтс | Нор Видтс | Нор Видтс |
| Дисциплина   | Лич. рек. | Резултат    | Бод.      | Плас.     | Укупно    | Плас.     |
| ------------ | --------- | ----------- | --------- | --------- | --------- | --------- |
| 60 м препоне | 8,15      | 8,27        | 1.068     | 4.        | 1.068     | 4.        |
| Скок увис    | 1,84      | 1,79 ЛРС    | 966       | 2.        | 2.034     | 1.        |
| Бацање кугле | 14,47     | 14,26 ЛРС   | 11\| 1.   | 2.845     | 2.        |           |
| Скок удаљ    | 6,60      | 6,50 ЛР     | 1.07      | 1.        | 3.852     | 2.        |
| 800 м        | 2:08,81   | 2:12,99 ЛРС | 921       | 3.        | 4.773     | 1.        |
| Петобој      | 4.929     |             |           |           | 4.773 СРС |           |